# فيكتور ميروسنشينكو
فيكتور ميروسنشينكو (بالروسية: Мирошниченко, Виктор Владимирович)‏ (مواليد 1 يناير 1959) هو ملاكم من الاتحاد السوفيتي، مثّل بلاده في الألعاب الأولمبية الصيفية 1980.

## روابط خارجية
فيكتور ميروسنشينكو على موقع أوليمبيديا (الإنجليزية)